# Михайловка (Карабалыкский район)
Миха́йловка (каз. Михайлов) — село в Карабалыкском районе Костанайской области Казахстана. Административный центр Михайловского сельского округа. Находится примерно в 31 км к юго-западу от районного центра, посёлка Карабалык. Код КАТО — 395047100.

## География
Расположено на Зауральском плато на правом берегу реки Тогузак. Село находится в приграничной зоне с Россией. В 6 км к северу находится озеро Светлое, в 8 км к юго-востоку — озеро Сырдак, в 16 км к юго-западу — пересыхающее озеро Кушикбай, в 20 км к юго-востоку — пересыхающее озеро Жарсор, в 27 км к югу — озеро Естай.
В окрестностях села Михайловка расположены 5 стоянок  древних людей эпохи энеолита (IV—III тысячелетия до н. э.).

## История
Станица Михайловская основана в 1833 году при формировании Новой линии. В военно-административном отношении в Михайловский станичный юрт 3-го военного отдела Оренбургского казачьего войска входили посёлки Михайловский, Лейпцигский, Надежинский, Тарутинский, Алексеевский, Веренский и ещё 10 хуторов.
В 1852—1855 годах была построена каменная православная церковь.
До 1919 года село входило в состав Троицкого уезда Оренбургской губернии, после 1919 г. в состав Челябинской губернии, после 1923 г. - Уральской области.
11 ноября 1939 года Указом Президиума ВС СССР были переданы в состав Казахской ССР следующие сельсоветы Челябинской области: Веринский, Надеждинский, Михайловский, Константиновский и Георгиевский.

## Население
В 1999 году численность населения села составляла 1181 человек (567 мужчин и 614 женщин). По данным переписи 2009 года в селе проживало 846 человек (402 мужчины и 444 женщины).